# Victor Larsson
Pour les articles homonymes, voir Larsson.
Victor Larsson, né le 19 avril 2000 à Höllviken en Suède, est un footballeur suédois qui évolue au poste de défenseur central à l'IFK Värnamo.

## Biographie

### Formation et débuts
Né à Höllviken en Suède, Victor Larsson commence le football à l'âge de cinq ans au BK Näset, puis joue pour le BK Höllviken (en) avant d'être repéré par le Malmö FF dont il intègre le centre de formation à l'âge de douze ans et où il est formé pendant sept ans. Il ne joue toutefois aucun match avec l'équipe première et rejoint le Torns IF (en) en 2019. Il découvre avec ce club la troisième division suédoise, jouant son premier match dans cette compétition le 7 septembre 2019 face au Lindome GIF (en). Il entre en jeu et son équipe est battue par trois buts à zéro.

### IFK Värnamo
En janvier 2021, Victor Larsson rejoint l'IFK Värnamo. Le transfert est annoncé dès le 21 décembre 2020.
Il joue son premier match de deuxième division le 10 avril 2021, lors de la première journée de la saison 2021, contre le Landskrona BoIS. Il est titularisé et son équipe s'incline par deux buts à zéro. Larsson marque son premier but pour le club le 1er novembre 2021, lors d'une rencontre de championnat face à l'AFC Eskilstuna. Il entre en jeu à la place de Victor Eriksson et participe à la victoire de son équipe (0-2 score final).
Il participe à la montée historique de l'IFK Värnamo, qui accède pour la première fois de son histoire à la première division en étant sacré champion de Superettan lors de la saison 2021,.
Larsson découvre ainsi l'Allsvenskan, la première division suédoise, jouant son premier match dans cette compétition le 3 avril 2022, lors de la première journée de la saison 2022 face à l'IFK Göteborg. Il est titularisé et son équipe s'incline par deux buts à un.

## Palmarès
IFK Värnamo
- Superettan (1) :
  - Champion : 2021.